# Selaginella rotundifolia
Selaginella rotundifolia är en mosslummerväxtart som beskrevs av Antoine Frédéric Spring. Selaginella rotundifolia ingår i släktet mosslumrar, och familjen mosslummerväxter. Inga underarter finns listade i Catalogue of Life.